# 매튜 델 니그로
매슈 델네그로(Matthew Del Negro, 1972년 8월 2일 ~ )는 미국의 배우이다.

## 출연 작품
- 슬립워커 (2017년)
- 윈드 리버 (2016년) - 딜런 역
- 핫 퍼슈트 (2015년) - 하우저 역
- 더 서브라임 앤 뷰티풀 (2014년)
- 알렉스 오브 베니스 (2014년)
- 블루-아이드 부쳐 (2012년)
- 러브, 비하인드 (2012년) - 닉 모건 역
- 노블 로맨스 (2011년)
- 보히카 (2008년)
- 트레일러 파크 오브 테러 (2008년)
- 고스트 이미지 (2007년) - 터커 역
- 룸 314 (2006년)
- 아이라 앤 애비 (2006년)
- 첼시 호텔 (2001년)
- 더 도그하우스 (2000년)

### 텔레비전
- 로앤오더: 범죄 전담반 (2001, 2004, 2007)
- 소프라노스 (2002-07)
- 웨스트 윙 (2005-06)
- 유나이티드 스테이트 오브 타라 (2009-10) - 닉 헐리 역
- 페어런트 후드 (2010)
- 미스트리스 (2013-16)
- 메이어 오브 킹스타운 (2024)
- 롱 브라이트 리버 (2025)